# 1835 în literatură
Anul 1835 în literatură a implicat o serie de evenimente și cărți noi semnificative.  